# Balacra vitreigutta
Balacra vitreigutta là một loài bướm đêm thuộc phân họ Arctiinae, họ Erebidae.